# Diastylis mawsoni
Diastylis mawsoni is een zeekommasoort uit de familie van de Diastylidae. De wetenschappelijke naam van de soort is voor het eerst geldig gepubliceerd in 1918 door Calman.